# Masaccio
Masaccio, werkelijke naam Tommaso di Ser Giovanni Casai, (San Giovanni Valdarno, 21 december 1401 - Rome, 1428) was een kunstschilder uit de Italiaanse renaissance. De naam Masaccio betekent "sloddervos". Deze bijnaam is hem door Giorgio Vasari gegeven omdat Masaccio zo met schilderen bezig was, dat hij zich niet om persoonlijke hygiëne bekommerde.

## Biografie
Tommaso was een zoon van de notaris Ser Giovanni Cassai en diens vrouw Jacoba. In 1406 overleed zijn vader. Nadat ook de tweede echtgenoot van Jacoba kwam te overlijden, verhuisde de familie in 1417 van San Giovanni Valdarno naar de stad Florence. 
In 1422 dook zijn naam op als lid van het gilde van medici, apothekers en schilders. Masaccio onderhield in Florence relaties met Donatello en de architect Filippo Brunelleschi. In 1423 ondernam hij een reis naar Rome, waar hij zich voor de Grieks-Romeinse Oudheid begon te interesseren.
In 1424 liet Masaccio zich inschrijven bij het Sint-Lucasgilde en leerde hij Masolino kennen, met wie hij verschillende werken schilderde, waaronder zijn meesterwerk in de Brancaccikapel in de kerk Santa Maria del Carmine. Van groot belang voor de ontwikkeling van het perspectiefschilderen is zijn in 1425 geschilderd fresco De Heilige Drie-eenheid in de Florentijnse kerk Santa Maria Novella. In 1428 verhuist hij naar Rome. Masaccio schildert daar, opnieuw samen met Masolino, een drieluik voor de kerk Santa Maria Maggiore. Hij overleed in 1428 op 27 jarige leeftijd in Rome. De doodsoorzaak is onbekend.

## Masaccio's kunst

### Algemeen

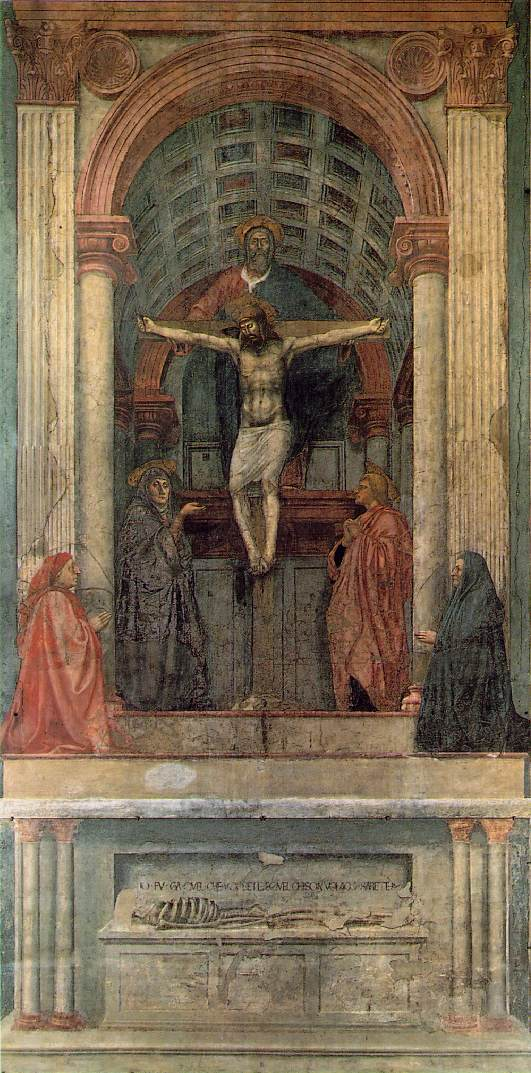
De Heilige Drie-eenheid (1425) Fresco, Santa Maria Novella, Florence

De werken van Masaccio behoren tot de vroege renaissance. Zijn werk zou later dat van latere kunstenaars zoals Sandro Botticelli, Fra Filippo Lippi en Michelangelo beïnvloeden. Masaccio wordt genoemd door Vasari in zijn Levens. Vasari is erg lovend over hem en prijst onder meer de wijze waarop Masaccio zich afkeerde van de gotische stijl en zo een belangrijke bijdrage leverde aan de renaissance in Italië.
Masaccio wordt beschouwd als de eerste belangrijke Italiaanse meester van de 15e eeuw, van belang vanwege de manier waarop hij de personages in zijn schilderingen afbeeldde, en vanwege het gebruik van het licht in zijn werken. Het meeste belang wordt echter gehecht aan het gebruik van het perspectief, waarmee hij een radicale ommezwaai in de Florentijnse schilderkunst teweegbracht. 

Masaccio was een van de eerste schilders die gebruikmaakte van het lijnperspectief. Waarschijnlijk nam hij de principes van het perspectief over uit het werk van de architect Filippo Brunelleschi, die als ontdekker van het lijnperspectief wordt beschouwd.

### De Heilige Drie-eenheid
Het fresco van de De Heilige Drie-eenheid (Masaccio) in de Santa Maria Novella in Florence werd geschilderd tussen 1425 en 1428. Het werd in 1861 in zijn geheel herontdekt, nadat het in de 16e eeuw was verborgen door een altaarstuk van Vasari en een stenen altaar.
Het fresco is van groot belang in de ontwikkeling van het perspectieftekenen. Het werk kwam tot stand in opdracht van een vooraanstaande Florentijnse familie bij wijze van gedenkteken.
 
Op het fresco zijn de Vader, de Zoon en de Heilige Geest afgebeeld onder een tongewelf met Maria en Johannes onder het kruis. Links en rechts op de voorgrond knielen de schenkers van het fresco, de man in het scharlaken kostuum van een gonfaloniere. Op de voorgrond ligt een geraamte op een graftombe onder de tekst: "Ik was wat gij zijt, en gij zult zijn wat ik ben". 

De gehele opbouw van het werk geeft een illusie van ruimtelijkheid waarvoor de schilder alle middelen inzet om dit via een bedacht perspectiefsysteem te bereiken:
- Het geraamte op de voorgrond rust op een vooruitstekende graftombe.
- De beide op de juiste schaal weergegeven schenkers, knielen op een trede aan de ingang van een kapel.
- Maria en Johannes zijn in verkorting weergegeven om te laten uitkomen dat zij voorbij de beide zuilen in de kapel staan.
- Daarbij kijkt Maria neer op de beschouwer, wiens aandacht zij met een gebaar op de Christusfiguur richt.
- De kapel lijkt een echte ruimte met een precies weergegeven cassetteplafond, waar men door de muur heen in kijkt.
- Hij maakt gebruik van slechts één verdwijnpunt, waardoor hij in staat was de driedimensionale werkelijkheid over te brengen.

De grote prestatie van de schilder lag hierin dat hij de figuren in een ruimtelijke eenheid plaatste en een illusie van tastbaarheid schiep door aanwending van het chiaroscuro. Tegelijkertijd bezielde de kunstenaar de menselijke figuur weer met eenzelfde robuustheid als in de fresco's van Giotto. Masaccio gebruikte voor de architecturale omlijsting klassieke elementen, zoals de Korinthische en Ionische zuilen, de schelpennis en een cassetteplafond.
Het fresco wordt in 2024 gerestaureerd, zodat het voor bezoekers slechts gedeeltelijk zichtbaar is.

## Oeuvrelijst
De volgende werken worden vrijwel unaniem aan Masaccio toegeschreven.
| Afbeelding | Titel | Datering      | Techniek                  | Afmetingen h x b (cm)                    | Verblijfplaats                      | Cat. |
| ---------- | --- | ------------- | ------------------------- | ---------------------------------------- | ----------------------------------- | ---- |
|            | Triptiek van San Giovenale of Madonna met twee engelen en de heiligen Bartolomeüs, Blasius, Juvenalis en Antonius-abt | 1422          | tempera op paneel         | middendeel: 108 x 65 zijpanelen: 88 x 44 | Cascia (Reggello), Museo Masaccio   | 1    |
|            | Sint-Anna te drieën                                                                                                   | ca. 1425      | tempera op paneel         | 175 x 103                                | Florence, Uffizi                    | 2    |
|            | Scènes uit het leven van Sint-Julianus                                                                                | ca. 1425      | tempera op paneel         | 24 x 43                                  | Florence, Museo Horne               | 4    |
|            | Brancacci-kapel: Verdrijving uit het paradijs                                                                         | 1424-1428     | fresco                    | 214 x 90                                 | Florence, Santa Maria del Carmine   | 6a   |
|            | Brancacci-kapel: Betaling van het hoofdgeld of De belastingpenning                                                    | 1424-1428     | fresco                    | 247 x 597                                | Florence, Santa Maria del Carmine   | 6b   |
|            | Brancacci-kapel: Opwekking van de zoon van Theofilus en Petrus als eerste patriarch van Antiochië                     | 1424-1428     | fresco                    | 232 x 597                                | Florence, Santa Maria del Carmine   | 6c   |
|            | Brancacci-kapel: Petrus geneest de zieken met zijn schaduw                                                            | 1424-1428     | fresco                    | 232 x 162                                | Florence, Santa Maria del Carmine   | 6d   |
|            | Brancacci-kapel: Doop van de bekeerlingen (neofieten)                                                                 | 1424-1428     | fresco                    | 247 x 172                                | Florence, Santa Maria del Carmine   | 6e   |
|            | Brancacci-kapel: Uitdeling van aalmoezen en Dood van Ananias                                                          | 1424-1428     | fresco                    | 232 x 162                                | Florence, Santa Maria del Carmine   | 6f   |
|            | Polyptiek van Pisa: Paulus                                                                                            | 1426          | tempera op paneel         | 61,5 x 34,3                              | Pisa, Museo nazionale di San Matteo | 8-1a |
|            | Polyptiek van Pisa: Kruisiging                                                                                        | 1426          | tempera op paneel         | 82 x 64,5                                | Napels, Museo di Capodimonte        | 8-1b |
|            | Polyptiek van Pisa: Andreas                                                                                           | 1426          | tempera op paneel         | 52,4 x 32,7                              | Los Angeles, J. Paul Getty Museum   | 8-1c |
|            | Polyptiek van Pisa: Getroonde Madonna met engelen                                                                     | 1426          | tempera op paneel         | 135,5 x 73                               | Londen, National Gallery            | 8-2  |
|            | Predella van de polyptiek van Pisa: Kruisiging van Petrus en Onthoofding van Johannes de Doper                        | 1426          | tempera op paneel         | 20,8 x 60,1                              | Berlijn, Gemäldegalerie             | 8-3a |
|            | Predella van de polyptiek van Pisa: Aanbidding van de koningen                                                        | 1426          | tempera op paneel         | 20,8 x 60,1                              | Berlijn, Gemäldegalerie             | 8-3b |
|            | Predella van de polyptiek van Pisa: Scènes uit het leven van Sint-Julianus                                            | 1426          | tempera op paneel         | 20,8 x 61,1                              | Berlijn, Gemäldegalerie             | 8-3c |
|            | Pilaster van de polyptiek van Pisa: Augustinus                                                                        | 1426          | tempera op paneel         | 38 x 12,5                                | Berlijn, Gemäldegalerie             | 8-4a |
|            | Pilaster van de polyptiek van Pisa: Hiëronymus                                                                        | 1426          | tempera op paneel         | 38 x 12,5                                | Berlijn, Gemäldegalerie             | 8-4b |
|            | Pilaster van de polyptiek van Pisa: Heilige karmeliet met baard                                                       | 1426          | tempera op paneel         | 38 x 12,5                                | Berlijn, Gemäldegalerie             | 8-4c |
|            | Pilaster van de polyptiek van Pisa: Heilige karmeliet zonder baard                                                    | 1426          | tempera op paneel         | 38 x 12,5                                | Berlijn, Gemäldegalerie             | 8-4d |
|            | Madonna van kardinaal Casini of Kietelende Madonna (Madonna del solletico)                                            | ca. 1426-1427 | tempera op paneel         | 24,5 x 18,2                              | Florence, Uffizi                    | 9    |
|            | Colonna-retabel: Hiëronymus en Johannes de Doper                                                                      | ca. 1423-1428 | tempera op paneel         | 114 x 45,5                               | Londen, National Gallery            | 11   |
|            | Drie-eenheid | ca. 1427-1428 | fresco                    | 667 x 317                                | Florence, Santa Maria Novella       | 12   |
|            | Desco da parto (voorzijde): Viering van een geboorte                                                                  | ca. 1428      | tempera op paneel (tondo) | 56,5 diameter                            | Berlijn, Gemäldegalerie             | 13a  |
|            | Desco da parto (achterzijde): Putto met kat                                                                           | ca. 1428      | tempera op paneel (tondo) | 56,5 diameter                            | Berlijn, Gemäldegalerie             | 13b  |
|            | Gebed op de Olijfberg en Laatste communie van de heilige Hiëronymus (toegeschreven aan Masaccio en atelier)           | ca. 1426      | tempera op paneel         | 62 x 43,5                                | Altenburg, Lindenau-Museum          | 14   |